# Autostrada 406
Autostrada 406 (ang. Highway 406) - autostrada w Kanadzie, w prowincji Ontario.  Przebiega od autostrady QEW przez St. Catharines do Welland.  Długość wynosi 25 km, z tego 20 km ma standard autostrady, a 5 km na południowym końcu jest drogą jednojezdniową z jednopoziomowymi skrzyżowaniami.  Pierwszy odcinek otwarto w 1965.  Przez następne lata autostrada była stopniowo przedłużana w kierunku południowym.  Najnowszy odcinek do Port Robinson mający standard autostrady otwarto w 2007.  Obecnie rozważane są plany przedłużenia autostrady do Port Colborne.